# Propedeuse
De propedeuse, propaedeuse of voluit propedeutische fase (samenstelling uit het Grieks πρό en παιδεύω: vooropleiding) is de eerste fase van een hbo-opleiding of universitaire studie in Nederland.
Sinds de invoering van de tweefasenstructuur (1982) duurt een propedeuse in principe een jaar. De functie van de propedeuse werkt oriënterend, selecterend en verwijzend. Met het verzwakken van het onderscheid tussen universitair onderwijs en hoger beroepsonderwijs is de term gangbaar geworden voor het eerste jaar in het gehele hoger onderwijs. Met de invoering van de bachelor-masterstructuur in het Nederlandse hoger onderwijs werd de propedeuse gehandhaafd. Instellingen zijn vrij om de fase al dan niet af te sluiten met een propedeutisch examen.

## Beschrijving
Als de student na een jaar alle vakken heeft gehaald (of het benodigde aantal vakken die staan voor een p-punt, in geval van trajecten waar de student meer dan het benodigde aantal vakken aflegt, en dus meer dan het benodigde aantal punten binnen krijgt als die al de vakken met een voldoende zou afleggen), zijn er 60 of meer studiepunten behaald en kan het propedeutisch examen afgelegd worden. Niet alle opleidingen kennen zo'n examen. In dat geval behaalt de student zijn propedeusebul (bijgenaamd "P", voorheen "propjes") automatisch aan het einde van het eerste jaar (bij het behalen van alle vakken). De student krijgt dan automatisch een positief studieadvies. Als de student de propedeuse niet binnen een bepaalde tijd weet te behalen, krijgt hij soms een negatief studieadvies. Als er sprake is van een bindend negatief studieadvies, moet de student met de opleiding stoppen en kan de student zich ook niet opnieuw inschrijven voor dezelfde opleiding van de betreffende onderwijsinstelling.
Niet alle onderwijsinstellingen kennen de propedeuse. Zo wordt er bijvoorbeeld aan de Universiteit Maastricht en Universiteit Wageningen geen propedeuse uitgereikt. Aan de Rijksuniversiteit Groningen wordt vanaf collegejaar 2017/18 geen propedeuse meer uitgereikt. Vanaf collegejaar 2018/19 reikt ook de Radboud Universiteit het propedeutisch diploma niet meer uit. Het blijft echter wel mogelijk om een gewaarmerkte cijferlijst te ontvangen waarop staat dat de propedeutische fase met goed gevolg is afgerond.
Aan de Universiteit Twente was een vrij uitgebreide uitreikingsceremonie. Deze is gelijktijdig met de invoering van het Twents onderwijsmodel afgeschaft.  Er kan ook nog verschil bestaan tussen de faculteiten binnen een universiteit. Zo hanteert men bij verschillende opleidingen aan de faculteit Geesteswetenschappen van de Universiteit Utrecht geen propedeuse. Ook bij university colleges is een propedeuse zeer ongebruikelijk.